# L'Île au trésor (film, 1950)
Pour les articles homonymes, voir L'Île au trésor (homonymie).
Série
Le Pirate des mers du Sud
(1954)
Pour plus de détails, voir Fiche technique et Distribution.
L'Île au trésor (Treasure Island) est un film américain réalisé par Byron Haskin, adapté du roman L'Île au trésor de Robert Louis Stevenson et sorti en 1950.

## Synopsis
Dans un port anglais de la côte ouest au XVIIIe siècle, Jim Hawkins aide sa mère à l'auberge. Le capitaine William "Billy" Bones, un ancien pirate y a pris ses quartiers et abreuve le jeune garçon de ses aventures maritimes. Retrouvé par d'anciens acolytes, l'homme meurt subitement d'un arrêt cardiaque. Avant de mourir il confie à Jim une mystérieuse carte au trésor. Pendant que Jim part chercher un médecin, l'auberge est mise à sac par la bande de pirates. Ils s'enfuient, effrayés par l'arrivée de la cavalerie du chevalier Trelawney qui comprend alors que la carte récupérée par Jim est la carte de l'île au trésor de Flint où se trouve 750 mille écus. 
Grâce au docteur Livesey et au chevalier Trelawney, une expédition s'organise dans le port de Bristol pour partir à la recherche du trésor. Jim embarque également sur la goélette "Hispaniola" commandée par le capitaine Smollett. Parmi les membres de l'équipage, le cuisinier Long John Silver, un vieux marin à jambe de bois accompagné d'un perroquet, intrigue Jim Hawkins. Le capitaine voudrait remanier l'équipage du bateau car il n’a pas totalement confiance en ses hommes. Le voyage commence.
Peu après le départ, pendant une tempête le second M. Arrow tombe à la mer, ivre car Silver lui a fourni du rhum. Caché dans un baril, Jim surprend une discussion entre Silver et les anciens pirates de Flint que Silver a recommandés. Silver a l’intention de tuer tous les marins honnêtes du bord, une fois à destination et le trésor embarqué. Ils arrivent à l’ile au trésor. Jim prévient le capitaine Smollett, Trelawney et le docteur. Ils sont en sous-nombre et attendent de débarquer pour agir contre Silver et sa clique. Jim fein de rester l'ami de Silver.
Quand le capitaine laisse Silver partir à terre, avec Jim, la mutinerie commence ; elle est contrecarrée et les hommes de Silver sont mis à fond de cale. Jim est pris en otage par Silver qui réclame la carte au trésor en échange de sa vie. 
Arrivé à terre, Jim échappe à Long John et rencontre Ben Gunn, un ancien pirate qui s'est amendé après avoir été abandonné seul pendant cinq années sur l’ile. Alors qu'il comptent retourner au bateau, ce dernier est pris par les pirates quand le capitaine quitte le bord avec Livesey et Trelawney. 
Le capitaine Smolett investit un fortin abandonné de l'île tandis que Silver et ses pirates font la fête à bord de l'Hispaniola. Jim les retrouve et fait part à Smolett d'un rendez-vous avec Ben Gunn durant la nuit. Silver leur propose un marché : la carte au trésor contre la vie. L'attaque du fort est déclenchée et le capitaine Smolett, gravement blessé, demande à Jim de faire échouer le bateau pour éviter une attaque au canon. Le docteur confie la carte de Flint à Jim. Il fait échouer le bateau. De retour au fortin, il fait face à Silver et à sa bande, qui l’assomme. Prenant la défense de Jim, Silver est destitué par ses compères. Il passe alors un marché avec le docteur quand Jim s'aperçoit que Silver lui a volé la carte au trésor. 
Les pirates partent à la recherche du trésor, en suivant les indications de la carte. Arrivés au but, le trésor a disparu et Silver abat ses anciens camarades, aidé par le docteur et par Trelawney. Ben Gunn dévoile qu'il a en fait caché le trésor dans sa caverne. Semblant se repentir, Silver se livre au capitaine acceptant son procès pour mutinerie. Quand il embarque dans une chaloupe avec Trelawney, avec Jim et avec le trésor, il vole le pistolet de Jim puis part en ramant, seul à bord. 
Chacun regarde le gredin s'enfuir, espérant presque qu'il survive.

## Fiche technique
- Titre original : Treasure Island ou Robert Louis Stevenson's Treasure Island
- Titre français : L'Île au trésor
- Réalisation : Byron Haskin assisté de Mark Evans
  - Réalisateur seconde équipe : Russell Lloyd, Alex Bryce
- Scénario : Lawrence Edward Watkin, d'après le roman éponyme de Robert Louis Stevenson
- Photographie : Freddie Young
- Cadreurs : Skeets Kelly, Arthur Ibbetson (troisième équipe)
  - Cadreurs seconde équipe : L. Cave Chinn, Stanley Sayre
- Montage : Alan Jaggs
- Décors : Thomas N. Morahan
  - Matte painting : Peter Ellenshaw
- Costumes : Sheila Graham
- Consultant couleur : Joan Bridge
- Maquillage : Tony Sforzini
- Coiffeur : Vivienne Walker
- Musique :
  - Compositeur : Clifton Parker
  - Orchestre : Orchestre philharmonique royal dirigé par Muir Mathieson
- Technicien du son : Jack Lodge, Kenneth Healey Ray (mixeur)
- Producteur : Perce Pearce, Douglas Peirce (Responsable de production)
- Société de production : Walt Disney Productions pour RKO distributeur RKO
- Pays d'origine : États-Unis
- Format : Couleurs - 1,37:1 - Mono - 35 mm
- Genre : Aventure
- Durée : 96 minutes
- Dates de sortie : 
  - États-Unis : 19 juillet 1950
  - France : 20 avril 1951[1]
- Affiche : Boris Grinsson (France)

Sauf mention contraire, les informations proviennent des sources concordantes suivantes : Leonard Maltin, John West et IMDb

## Distribution
- Bobby Driscoll : Jim Hawkins
- Robert Newton : Long John Silver
- Basil Sydney : Captain Smollett
- Walter Fitzgerald : Squire Trelawney
- Denis O'Dea : Dr. Livesey
- Ralph Truman : George Merry, Master Gunner
- Finlay Currie : Capt. Billy Bones
- John Laurie : Blind Pew
- Francis De Wolff : Black Dog
- Geoffrey Wilkinson : Ben Gunn
- David Davies : Mr. Arrow, First Mate on Hispanola
- Andrew Blackett : Gray
- Paddy Brannigan : Hunter
- Ken Buckle : Joyce
- John Gregson : Redruth
- Howard Douglas : Williams
- Geoffrey Keen : Israel Hands
- William Devlin : Morgan
- Diarmuid Kelly : Bolen
- Sam Kydd : Cady
- Eddie Moran : Jack Bart
- Harry Locke : Haggott
- Harold Jamieson : Scully
- Stephen Jack : Job NAderson
- Jack Arrow : Norton
- Jim B'Brady : Wolfe
- Chris Adcock : Pike
- Reginald Drummond : Vane
- Gordon Mulholland : Durgin
- Patrick Troughton : Roach
- Leo Philipps : Spotts
- Fred Clark : Bray
- Tom Lucas : Upson
- Bob Head : Tardy

Source : Dave Smith, Leonard Maltin, John West et IMDb

### Voix françaises
- Claude Dupuis : Jim Hawkins
- Jean Brochard : Long John Silver
- Pierre Morin : Captain Smollett
- Georges Hubert : Squire Trelawney
- Gérard Férat Dr. Livesey
- Jacques Berlioz : Capt. Billy Bones
- Marcel Raine : George Merry, Master Gunner
- Paul Ville : Ben Gunn

## Sorties cinéma
Sauf mention contraire, les informations suivantes sont issues de l'Internet Movie Database.
- Royaume-Uni : 22 juin 1950, première à Londres
- États-Unis :  19 juillet 1950
- Brésil : 4 septembre 1950
- Suède : 27 novembre 1950
- Australie : 15 février 1951
- Italie : 8 mars 1951
- France : 20 avril 1951
- Danemark : 11 mai 1951
- Finlande : 9 novembre 1951
- Japon : 28 décembre 1951
- Hong Kong : 10 janvier 1952
- Allemagne de l'Ouest : 17 mars 1952
- Autriche : 14 novembre 1952
- Espagne : 4 avril 1953
- Philippines : 20 août 1953 (Davao)

## Origine et production
Durant les années 1940, le studio Disney ajoute petit à petit à la production des films d'animation, celle des films en prises de vue réelles. Au début, les compilations contiennent seulement quelques séquences en prises de vue réelles, puis de plus en plus. Le film Danny, le petit mouton noir (1949) ne comporte que quatre courtes séquences en animation.

### Droits d'adaptation et développement du scénario
Les droits d'adaptation du roman L'Île au trésor (1881) de Robert Louis Stevenson ont été acquis par Disney un peu par hasard. La règle entre studios américains dans les années 1930 et 1940 pour l'adaptation d'œuvres du domaine public était du type « premier arrivé, premier servi » et chaque année la demande d'adaptation devait être renouvelée. Walt Disney souhaitait adapter Tom Sawyer ; or, MGM qui avait réclamé les droits le premier comme pour de nombreuses œuvres. Disney a donc demandé à son équipe de réclamer toute œuvre que MGM aurait oublié de solliciter. Ce ne fut pas le cas de Tom Sawyer.  Une année, MGM a oublié le renouvellement de L'Île au trésor qui fut donc récupéré par Disney et conservé. Le scénariste Lawrence Edward Watkin, ancien professeur de littérature anglaise, venait d'achever le scénario de L'Île aux phoques (1948) et cherchait une nouvelle tâche quand il a découvert que le studio possédait les droits de L'Île au trésor. Il a commencé le développement du scénario puis l'a présenté à Disney qui a accepté d'en faire un film.
Le studio Disney franchit le pas de la production de films uniquement en prises de vue réelles à cause d'actifs financiers bloqués au Royaume-Uni,. À la fin de l'année 1948, les fonds de la société bloqués dans les pays étrangers, dont le Royaume-Uni, dépassent les 8,5 millions d'USD. Walt Disney crée un studio en Grande-Bretagne, Walt Disney British Films Ltd. Aidé par son distributeur RKO Pictures, qui est dans une situation similaire, Disney lance la production d'une adaptation de L'Île au trésor, dont il détient les droits depuis plusieurs années.
Lors de la production du film, Disney envisage d'insérer trois séquences d'animation dans lesquelles Long John Silver raconte des histoires tirées du Roman de Renart, un projet de long métrage d'animation lancé dans les années 1930, avorté. Walt Disney change ensuite d'avis et L'Île au trésor devient le premier long métrage de Disney sans animation. Un élément du projet se développe indépendamment et, en mai 1941, Disney paye 5 000 USD pour réaliser l'adaptation de Chantecler basé sur le personnage éponyme du Roman de Renart.

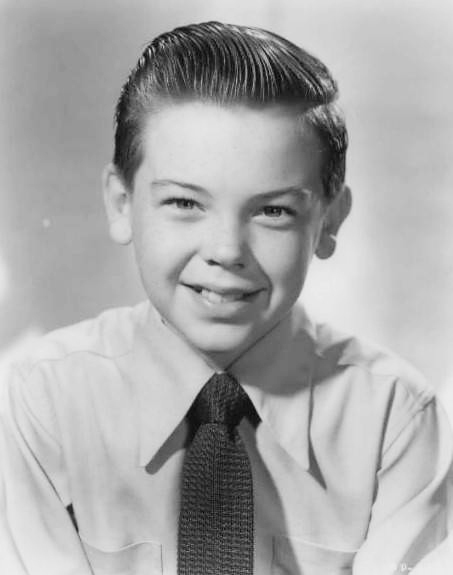
Bobby Driscoll en 1950.

Afin de ne pas perdre une partie de son public américain, Walt Disney a fait appel à des acteurs de son studio, dont Bobby Driscoll qui incarne Jim Hawkins. Walt ne s'est pas trop engagé dans le film, visitant seulement les sites de tournage et laissant au scénariste et au réalisateur une grande latitude pour un projet de film au budget de 1,8 million d'USD.

### Tournage
Le tournage du film a lieu durant l'année 1949 en Angleterre. Le 13 octobre 1949, Walt revient à Londres pour trois semaines, entre autres pour superviser la production de L'Île au trésor. Durant ce voyage il fait la connaissance du dessinateur Harper Goff qu'il rencontre dans une boutique de trains miniatures et qu'il embauche. La production du film a été plus difficile que prévu.
L'un des premiers problèmes rencontrés est venu du choix du jeune acteur Bobby Driscoll, seul Américain de toute la distribution. Le réalisateur Byron Haskin évoque ainsi un accessoiriste mécontent. Licencié, celui-ci a porté plainte non pas en raison de l'enfreinte de Discoll à l'âge minimum légal pour travailler, mais pour son absence de permis de travail au Royaume-Uni, l'âge requis pour lui en délivrer un n'étant pas atteint. Par la suite le studio a dû, selon Bill Walsh, réaliser les prises de vues en situation illégalle, changeant régulièrement d'endroit ou depuis l'arrière d'un camion. John West précise que la législation britannique n'a jamais été appliquée pour les films britanniques ce qui a permis de produire, à la même époque, des films comme Première Désillusion (1948), Oliver Twist (1948) ou Les Grandes Espérances (1946). Le juge a autorisé le studio à garder Bobby Driscoll six semaines en Angleterre, non pas pour finir le film, mais pour préparer sa défense. À la fin de cette période, la décision du juge étant celle prévue, Driscoll a dû rentrer aux États-Unis et Haskin a dû utiliser un jeune acteur britannique, plus jeune que Driscoll, pour le reste du tournage, comme doublure. Heureusement la majorité des scènes en gros plans avait été tournées et donc Haskin n'a fait que des scènes en plan élargi. La scène où Jim se cache dans le tonneau de pommes a été tournée avec la doublure britannique.
Pour réaliser les décors à moindre frais et de bonne qualité, le studio engage Peter Ellenshaw, artiste de Matte painting ayant œuvré entre autres sur Le Voleur de Bagdad (1940). Pour les scènes avec un navire, un bateau a été transporté aux studios, tournant aussi en mer. Le tournage du film s'est réparti en trois équipes : une en mer, une en extérieur et une en intérieur, réalisé aux Denham Film Studios dans le Buckinghamshire près de Londres. Le film a été tourné le long des côtes de Cornouailles et de la baie de Falmouth.
La scène de Jim Hawkins blessé retournant au fort est inspirée du film Les Grandes Espérances de David Lean et a été tournée en utilisant des arbres avec de larges troncs présents aux studios de Denham. Bien que conçue par Haskin, c'est Russel Lloyd, réalisateur pour la seconde équipe et responsable des extérieurs, qui a tourné la scène. Perce Pearce, exclu par Haskin du plateau principal, avait accompagné Lloyd dans la seconde équipe et l'avait convaincu d'ajouter des crocodiles dans un marais, des oiseaux terrifiants battant des ailes et des hurlements d'animaux. Haskin précise que Pearce semblait vouloir terroriser la doublure de Driscoll et que l'effet initial était détruit par ces ajouts. Haskin a fait supprimer la plupart des ajouts au montage effectué à Hollywood.
À l'instar de La Rose et l'Épée , sortie quelques années plus tard en 1953, la production a été perturbée par une grève des électriciens britanniques qui provoquaient des coupures trois ou quatre fois par jour.

## Sortie et accueil
À la demande de NBC, Disney produit une émission télévisée spéciale pour Noël 1950 nommée One Hour in Wonderland qui reprend le principe Mickey et le Haricot magique de Coquin de printemps (1947) présentée par Edgar Bergen et ses marionnettes Mortimer Snerd et Charlie McCarthy. L'émission se présente comme une fête aux studios Disney durant laquelle les enfants découvrent des extraits des productions en cours dont L'Île au trésor et Alice au pays des merveilles.
Malgré les efforts du studio Disney, l'accueil du film est mauvais, loin de celui attendu : trop américain pour les Britanniques et pas assez fidèles à l'œuvre originale pour les intellectuels américains. En raison de ce faible succès le projet d'employer Bobby Driscoll comme vedette d'une adaptation de Robin des Bois a été annulée. Le film Robin des Bois et ses joyeux compagnons a été produit avec Richard Todd. Le magazine Parents insiste sur le fait que le film est principalement à destination des pères et de leurs garçons écoliers. Le New York Times écrit que le film est fait pour les hommes qui rêvent à des projets que les inhibitions de l'âge leur refusent d'accomplir, aventures toutes masculines.
En raison de son faible succès en salle, le film a été rediffusé à la télévision et en 16 mm. Durant la saison 1954-1955, lors de la diffusion de l'émission Walt Disney Presents, une version en deux épisodes du film a été présentée. Le film a été diffusé à la télévision dans l'émission Walt Disney Presents sur ABC en deux épisodes, le 5 janvier et le 12 janvier 1955.
Lors d'une tentative de ressortie du film  en 1975, le studio et sa filiale de distribution Buena Vista Distribution, ont retirés des scènes jugées trop violentes, pour ne pas diffuser un film Disney estampillé d'un accompagnement parental recommandé (PG) selon le code de la Motion Picture Association of America (MPAA),,. La scène supprimée montrait un pirate se faire tirer dessus en pleine tête. La MPA n'existait pas dans les années 1950,.
Le film est sorti en vidéo en 1981 et en 1992.

## Analyse
L'île au trésor est un film en prises de vue réelles né de la diversification du studio Disney. Pour Leonard Maltin, le film essaye d'être fidèle au livre de Stevenson, moins « Disney » que la plupart des productions suivantes, en partie en raison du sujet lui-même. La principale différence notée par Leonard Maltin est le côté plus mature du personnage de Jim, un peu moins naïf vis-à-vis de Long John Silver par exemple. La scène finale diffère de celle conçue par Stevenson par l'aide apportée par Jim à Silver pour s'échapper. Maltin compare le jeu d'acteur de Driscoll à celui de Jackie Cooper dans la version de 1934 réalisée par Victor Fleming, Cooper semblant plus artificiel et engoncé que Driscoll. De plus le film offre à Robert Newton un rôle qu'il maîtrise en prenant les traits de Long John Silver. Pour John West, le film est excellent et il le considère comme la meilleure adaptation du roman de Stevenson. Pour Steven Watts, le film remporte un certain succès et devient le premier d'une série de films apportant un genre rafraîchissant au studio. 
Les réactions positives ont été freinées par la masculinité du film. Watts précise que L'Île au trésor est un exemple de l'importance centrale de la nature masculine sous forme d'individualisme, prôné par Disney. L'environnement de pirates autour de Jim Hawkins est plein de dangers, d'épreuves, d'avidité et d'exploits à réaliser, expériences qui font grandir le jeune homme. Hormis la mère de Jim, aucune autre femme n'apparaît dans le film. Il est dédié à la masculinité et de nombreux adjectifs virils parsèment les commentaires des critiques.
Le dessinateur de comics Robert Crumb a indiqué que sa passion pour le dessin est née avec ceux réalisés par son frère dans leur jeunesse et inspirés des aventures de Long John Silver et de Jim qu'ils avaient vu dans cette adaptation Disney, son frère avouant une fascination pour Bobby Driscoll.